# Щербаков, Сергей Сергеевич
Серге́й Серге́евич Щербако́в (белор. Сярге́й Сярге́евіч Шчарбако́ў; род. 27 июня 1981, Прага, Чехия) — белорусский доктор физико-математических наук, специалист в области механики деформируемого твердого тела, лауреат стипендии Президента Республики Беларусь талантливым молодым ученым, профессор.

## Образование
2005 — с отличием окончил Белорусский государственный университет по специальности «Механика» и в этом же году поступил в очную аспирантуру БГУ по специальности «Механика деформируемого твердого тела».
2005 — окончил ГУО «Специальный факультет бизнеса и информационных технологий» БГУ по специальности «Экономическая кибернетика».
2008 — досрочно защитил кандидатскую диссертацию по специальности «Механика деформируемого твердого тела» в области физико-математических наук.
2011 — присвоено ученое звание доцента.
2016 — защитил докторскую диссертацию по специальности «Механика деформируемого твердого тела» в области физико-математических наук.

### Дополнительное образование
2001—2002 — обучение в Пекинском университете, Китай.
2012 — Стажировка в Центре ядерных исследований в Сакле, Франция.
2013 — Стажировка в Краковском педагогическом университете, Польша.
2014 — Стажировка в Луизианском государственном университете, США.
2016 — Стажировка в Политехническом университете Валенсии, Испания.

### Научные конференции, съезды и конгрессы
Участник большого количества научных съездов, конгрессов и конференций. На данной странице представлены лишь основные :
- World Tribology Congress
- International Conference on Contact Mechanics and Wear of Rail/Wheel Systems International Conference on Experimental Mechanics
- Всероссийский съезд по теоретической и прикладной механ
- Белорусский конгресс по теоретической и прикладной механике
- Международный симпозиум по трибофатике

## Научная деятельность
Ведет активную научную деятельность. Являлся руководителем и ответственным исполнителем в 11 заданиях Государственных программ научных исследований Республики Беларусь, а так же 4 крупных хозяйственных договорах .
Решил крупную научную проблему последовательной постановки и решения задач взаимодействий в системе многих тел по неизвестными заранее поверхностям контакта, определения их трехмерного напряженно-деформированного состояния, состояния объемной повреждаемости и многокритериальных предельных состояний с учетом одновременного сложного нагружения контактными и неконтактными силами. Результаты, полученные С. С. Щербаковым, внесли значительный вклад в развитие трибофатики.

## Трудовая деятельность
Трудовая деятельность С. С. Щербакова началась в 2005 г.
На данный момент является автором таких курсов, как «Механика износоусталостного повреждения и разрушения (трибофатика)» и «Фундаментальные и прикладные основы трибофатики» для студентов-механиков механико-математического факультета БГУ. Кроме того, является секретарем Совета механико-математического факультета БГУ.
Работал в качестве приглашенного специалиста в двух университетах Китая (Юго-восточный университет транспорта, Ченду и Хенаньский университет науки и технологий, Лоянь).
С сентября 2017 года и до июня 2022 года занимал должность Заместителя Председателя Государственного комитета по науке и технологиям Республики Беларусь
В настоящее время занимает должность Академика-секретаря в отделении физико-технических наук национальной академии наук Беларуси.

## Награды
- Стипендия Президента Республики Беларусь (2008)
- Лауреат премии им. А. Н. Севченко для молодых ученых (2009)
- Почетный юбилейный знак «Трибофатика-25», а также почетные дипломы за вклад в развитие трибофатики
- Лауреат стипендии Президента Республики Беларусь талантливым молодым ученым (2012)

## Публикации
Является автором более 240 научных работ, включающих 6 научных монографий, курсы лекций, 3 учебных пособия, 8 глав в книгах, 78 статей в журналах, 75 статей и более 70 тезисов в рецензируемых сборниках трудов конференций, 3 патента, 4 зарегистрированных компьютерных программы.
В данном разделе приведены лишь основные труды :
- XI Белорусская математическая конференция: Тез. докл. Междунар. науч. конф. Минск, 5 — 9 ноября 2012 г. Часть 3 / Институт математики НАН Беларуси, Белорусский государственный университет. — Минск, 2012.[3]
- Учебная программа учреждения высшего образования по учебной дисциплине «Фундаментальные и прикладные задачи трибофатики» для специальности 1-31 03 02 Механика и математическое моделирование[4]
- Моделирование напряженно-деформированного состояния трубы с коррозионным дефектом при сложном нагружении/Щербаков, С. С. Залесский, Н. А. Иванькин, П. С./ Минск: Институт Математики НАН Беларуси, 2008[5]
- Весцi НАНБ. Серыя фіз.-тэхн. навук. −2010. -№ 3. -С 29-34.[6]